# Discogobio
Genre
Discogobio est un genre de poissons téléostéens de la famille des Cyprinidae et de l'ordre des Cypriniformes. Ces cyprinidés se rencontrent en Asie orientale. 

## Liste des espèces
Selon World Register of Marine Species (5 janvier 2021) :
- Discogobio antethoracalis Zheng & Zhou, 2008
- Discogobio bismargaritus Chu, Cui & Zhou, 1993
- Discogobio brachyphysallidos Huang, 1989
- Discogobio caobangi Nguyen, 2001
- Discogobio dienbieni Nguyen, 2001
- Discogobio elongatus Huang, 1989
- Discogobio laticeps Chu, Cui & Zhou, 1993
- Discogobio longibarbatus Wu, 1977
- Discogobio macrophysallidos Huang, 1989
- Discogobio microstoma (Mai, 1978)
- Discogobio multilineatus Cui, Zhou & Lan, 1993
- Discogobio pacboensis Nguyen, 2001
- Discogobio poneventralis Zheng & Zhou, 2008
- Discogobio propeanalis Zheng & Zhou, 2008
- Discogobio tetrabarbatus Lin, 1931